# 桝本壮志
桝本 壮志（ますもと そうし、1975年7月8日 - ）は、広島県広島市出身の日本の放送作家、コラムニスト、小説家、吉本総合芸能学院（NSC）講師、コメンテーター、吉本総合芸能学院大阪校（大阪NSC）13期生。

## 来歴
- 広島市佐伯区（出生当時は佐伯郡五日市町）出身。広島市立五日市南小学校、広島市立五日市中学校を経て広島県立広島商業高等学校に進学。同校硬式野球部に在籍[1]。当時の監督は元法政大学野球部監督の金光興二。
- 1994年、吉本総合芸能学院（以下NSC）に入学。同期に次長課長、ブラックマヨネーズ、徳井義実（チュートリアル）、野性爆弾、増田裕之（ルート33）、騎兵隊、現在は俳優に転身した三浦誠己、吉本以外に移籍したくわばたりえ（クワバタオハラ）、藤井宏和（飛石連休）、溝上洋次・福田善計・安富郁矢（超新塾）、諸岡立身、チャンス大城などがいる。また大阪で活躍中の放送作家オパヤンや、現フジテレビの谷口大二、元女子プロレスラーの藤田愛らがいる。この世代は「花の13期生」とも呼ばれる。
- 1997年、大阪2丁目劇場を経て渋谷公園通り劇場の作家となり、ロンドンブーツ1号2号の「まぶだち」（TBSテレビ）で放送作家デビュー。
- 1998年、渋谷公園通り劇場の芸人を中心にお笑いと芝居を融合させた当時の吉本興業としては画期的な公演Happy Boys Bad Campを立ち上げた。この舞台には三浦、ガレッジセール、アップダウン、カリカ、カラテカ、あべこうじ、井上マー、デッカチャン、犬の心、ハイキングウォーキング、ノンスモーキン、超合金らが芝居やネタで出演していた。
- 2001年7月から2004年5月31日まで伊豆・三津シーパラダイスで行われた お笑いアシカショー の構成担当でもあった。
- 2003年から球歴を活かし、月刊誌『広島アスリートマガジン』で連載を開始。
- 2009年から2010年にかけて瀬戸内海放送（KSB）で毎週深夜に放送されていたアニメ「のこった!のこった!カド番王子★瀬戸内海」では、全ての登場人物のキャラクターデザインおよび作画を手掛けている。
- 2010年5月、NSCの講師に就任。
- 2012年3月に100回連載記念として出版した『変愛野球論～9年間タダで書き続けたあるTV作家のCARPコラム!～』のあとがきで「佐々木久子さんの雑誌が廃刊に追い込まれかけたとき、タダで寄稿を続けた作家・火野葦平イズムをタダ真似したかった腹もある」と、9年間ノーギャラで連載していたことを明らかにした。また同本の印税の全額を使い広島東洋カープの鯉にちなんだ全長50mの巨大な鯉のぼりを製作。マツダスタジアムに寄贈された。
- 2014年3月より自身がナビゲーター（支配人）を務める『鯉のはなシアター』（広島ホームテレビ）が放送開始。定期的にDVD化もされている。
- 2016年9月、『鯉のはなシアター』が放送100回を迎え、郷里の広島で記念公開収録を行う。
- 2017年5月、実話を基にしたオリジナル小説『鯉のはなシアター』を上梓。
- 2018年
  - 4月9日、広島ホームテレビ『鯉のはなシアター』がゴールデンタイムに進出。
  - 4月21日、小説『鯉のはなシアター』を原作に映像化された映画『鯉のはなシアター』が第10回沖縄国際映画祭[2]で初上映[3][4][5]。
  - 9月7日、映画『鯉のはなシアター』が広島先行（イオンシネマ広島、イオンシネマ広島西風新都）で劇場公開、その後、順次全国公開される[6][7]。
  - 9月24日、広島国際映画祭2018　ヒロシマ平和映画賞を受賞。
- 2019年4月、文春オンラインにてコラムを開始
- 2020年12月、芸人と放送作家のシェアハウスでの生活と葛藤を描いた、小説『三人』（文藝春秋）を上梓。
- 2022年、NSCの教え子から人生を学ぶYouTube番組『人気芸人、母校へ帰る』開始。
- 2023年
  - 5月、よしもとクリエイティブアカデミー（YCA）の講師に就任。
  - 6月、ゲーテWeb（幻冬舎）コラム連載がスタート
- 2024年5月、雑誌ゲーテ（幻冬舎）書評がスタート

## 人物
- 高校の硬式野球部では副主将。チームが甲子園に出場した際、眼前で星稜高校（当時）の松井秀喜の本塁打を見て愕然とし芸人の道を意識し始める。また親戚には同学年の面出哲志（崇徳高校－阿部企業－三菱重工三原－近鉄－阪神）がいる。
- ゲーテWebのインタビューで、芸人を廃業したキッカケは「同期ライブの決勝戦で野性爆弾と競い、表現者として力の差を感じたから」と語っている。
- 2010年から母校であるNSCの講師を務めており、34歳での就任は当時最年少だった。
- 同期芸人の初冠番組を手掛けた時、『河本準一（次長課長）と桝本が朝まで飲んで泣いていた』とチュートリアルが自身のラジオ番組『キョートリアル!コンニチ的チュートリアル』で明かしている。
- 同期の中で特に徳井義実（チュートリアル）、小沢一敬（スピードワゴン）と仲が良く3人で一緒に住むほど。
- 小沢の親友として『櫻井有吉アブナイ夜会』にも2人で出演。桝本のカープグッズに埋め尽くされた部屋も公開された。
- 2016年3月20日放送の『ボクらの時代』に徳井・小沢と3人で出演し、18歳の最初の出逢いから現在の3人について語った。
- 2021年2月21日放送の『サンデージャポン』にて、NSCでの授業風景が公開され、コロナ禍での芸人の卵たちの苦悩を代弁した。以後同番組には不定期で出演している（同年3月28日、5月30日、7月11日、9月5日、10月31日、12月19日など）。
- NSCの授業では、生徒の恋愛相談にも乗る。実際にあんり（ぼる塾）、かなで（3時のヒロイン）も相談を経験している。
- 令和ロマン初の単独ライブ「CO-OP OLYMPIA」は、くるまの依頼で桝本が命名している。
- ナイチンゲールダンスのヤスは、ほとんどNSCに行かなかったが、桝本の授業だけは欠かさず出席していた。
- コットン結成時、六本木のバーで桝本が「漫才を見せほしい」と言い出し2人は快諾。しかしハードロックカフェだったのでほとんど聴き取れなかった。

## 担当番組

### レギュラー番組
- ぐるぐるナインティナイン（日本テレビ）
- ナニコレ珍百景（テレビ朝日）
- ここがポイント!!池上彰解説塾→池上彰のニュースそうだったのか!!（テレビ朝日）
- 所さんの学校では教えてくれないそこんトコロ!（テレビ東京）
- Going!Sports&News （日本テレビ）
- 今夜はナゾトレ（フジテレビ）
- バズリズム（日本テレビ）
- 鯉のはなシアター（広島ホームテレビ） 支配人
- 世界まる見え!テレビ特捜部 (日本テレビ)
- サンデージャポン（TBS）不定期出演

### スペシャル番組
- THE MUSIC DAY（日本テレビ）
- ぐるぐるナインティナイン内企画・おもしろ荘へいらっしゃい!（日本テレビ）
- さんまのまんま（関西テレビ）
- 日テレ系音楽の祭典 ベストアーティスト（日本テレビ）
- R-1グランプリ（関西テレビ）
- 日テレ系音楽の祭典 Premium Music（日本テレビ）
- 出川哲朗のプロ野球順位予想（テレビ東京）
- 芸能界オールスター草野球（テレビ東京）
- オレの一行（中京テレビ）
- FIFAワールドカップ カタール2022 (ABEMA)（ABEMA）
- 72時間ホンネテレビ（ABEMA）
- キングオブコントの会（2021年6月12日、TBSテレビ）
- 亀田興毅に勝ったら1000万円（ABEMA）
- 朝青龍を押し出したら1000万円（ABEMA）
- 朝倉未来にストリートファイトで勝ったら1000万円（ABEMA）
- Japan's Got Talent（ABEMA）
- THE MATCH 2022（ABEMA）
- 安室奈美恵 最初で最後のMV総選挙 MEMORIAL MOVIE BEST50（ABEMA）
- 安室奈美恵ファッション総選挙 FASHION MOVIE BEST 50 〜史上初!動画で振り返る25年の安室奈美恵ファッション史〜（ABEMA）
- 中居正広の7番勝負!超一流アスリートVS芸能人どっちが勝つの?SP（日本テレビ）
- 内村カメラ（日本テレビ）
- ＃渡辺直美のヤバスタグラム（日本テレビ）

### 過去担当した番組
- 森田一義アワー 笑っていいとも!（フジテレビ）
- 謎を解け!まさかのミステリー（日本テレビ）
- 不可思議探偵団（日本テレビ）
- オモバカ8（フジテレビ）
- 恋するTV すごキュン（フジテレビ）
- ロンQ!ハイランド（日本テレビ）
- 歌スタ!!（日本テレビ）
- 音楽戦士 MUSIC FIGHTER（日本テレビ）
- WANTED!（TOKYO FM）
- 魔女たちの22時（日本テレビ）
- 世界を変える100人の日本人! JAPAN☆ALLSTARS（テレビ東京）
- 週刊オリラジ経済白書（日本テレビ）
- ガレッジ×ビレッジ（テレビ東京）
- サタデー・ナイト・ライブ JPN（フジテレビ）
- 伊集院光のばんぐみ（日本BS放送）
- ザ・放送ヲ阻止セヨ!!これ知られたら芸能界明日から生きてけない絶体絶命スペシャル!（TBSテレビ）
- 驚きの嵐!世紀の実験 学者も予測不可能SP（日本テレビ）
- 24時間テレビ 愛は地球を救う（日本テレビ）
- FNS27時間テレビ（フジテレビ）
  - FNS27時間テレビ めちゃ²デジッてるッ! 笑顔になれなきゃテレビじゃないじゃ〜ん!!（2011年）
  - FNS27時間テレビ 笑っていいとも! 真夏の超団結特大号!! 徹夜でがんばっちゃってもいいかな?（2012年）
  - FNS27時間テレビフェスティバル!（2016年）
- 大笑点（日本テレビ）
- モバタレGREAT（日本テレビ）
- 世界の絶景100選（フジテレビ）
- 笑殿（日本テレビ）
- 弟子っちょピカ丸（日本テレビ）
- チェック!ザ・No.1（毎日放送）
- ダウンタウンのガキの使いやあらへんで!笑ってはいけないシリーズ・絶対に笑ってはいけないホテルマン24時（日本テレビ）
- その顔が見てみたい（フジテレビ）
- ジャパーン47chスーパー!（TBSテレビ）
- 新型学問 はまる!ツボ学（日本テレビ）
- この日本人がスゴイらしい。 Brand New Japan（テレビ東京）
- あけましてAKB! 2011年もガチでいきます 生で晴れ着で全員集合 大新年会スペシャル（日本テレビ）
- ロンブー龍（日本テレビ）
- エンタの神様（日本テレビ）
- Matthew's Best Hit TV+（テレビ朝日）
- おすぎとピーコの金持ちA様×貧乏B様（日本テレビ）
- タモリ・中居のドラマチック・リビングルーム（フジテレビ）
- メンB（日本テレビ）
- さとこいめぐさん（日本テレビ）
- @サプリッ!（日本テレビ）
- 摩訶!ジョーシキの穴（日本テレビ）
- 金のA様×銀のA様（日本テレビ）
- 極楽とんぼのとび蹴りゴッデス（テレビ朝日）
- 日本ジツワ銀行（日本テレビ）
- FBI超能力捜査官（日本テレビ）
- くりぃむしちゅーのどっきり大作戦（日本テレビ）
- パンドラの秘宝（フジテレビ）
- 真夜中の嵐（日本テレビ）
- どろぬま仲裁人（日本テレビ）
- ティンティンTOWN!（日本テレビ）
- SPORTS★LEGEND（日本テレビ）
- エンジョイガレッジ（テレビ東京）
- モバポスGREAT（日本テレビ）
- AKBINGO!（日本テレビ）
  - AKB1じ59ふん!（日本テレビ）
  - AKB0じ59ふん!（日本テレビ）
- おネエ★MANS（日本テレビ）
- うわっ!ダマされた大賞（日本テレビ）
- とりあえずイイ感じ。（日本テレビ）
- ウラ日テレ（日本テレビ）
- 吉本ばかな（日本テレビ）
- ロンブーの笑ってカッポレ!（日本テレビ）
- コント1000本ノック（フジテレビ）
- ハッピーMusic（日本テレビ）
- HaKaTa百貨店（日本テレビ）
- 爆笑学園ナセバナ〜ル!（毎日放送）
- 快脳!マジかるハテナ（日本テレビ）
- パワー☆プリン（TBSテレビ）
- バイキング（フジテレビ）
- 今夜はパーリナイト!（日本テレビ）
- 乃木坂46×HKT48 冠番組バトル!（日本テレビ・福岡放送）
- NOGIBINGO!（日本テレビ）
  - NOGIBINGO!2
  - NOGIBINGO!3
  - NOGIBINGO!4
  - NOGIBINGO!5
  - NOGIBINGO!6
  - NOGIBINGO!7
- 4コマコント 起笑転結（日本テレビ）
- ミュージックドラゴン（日本テレビ）
- 穴があくほど定点観測（TBSテレビ）
- 藤原竜也の一回道（テレビ東京）
- ナニコレ珍百景（テレビ朝日）
- 人気者から学べ そこホメ!?（フジテレビ）
- 笑っていいとも!特大号（フジテレビ）
- そうだったのか!池上彰の学べるニュース（テレビ朝日）
- 日本人の3割しか知らないこと くりぃむしちゅーのハナタカ!優越館（テレビ朝日）
- 優しい人なら解ける クイズやさしいね（フジテレビ）
- 藤原竜也の二回道（テレビ東京）
- 天才!志村どうぶつ園（日本テレビ）
- 今夜くらべてみました（日本テレビ）
- 得する人損する人（日本テレビ）
- 衝撃のアノ人に会ってみた!（日本テレビ）
- ヒロミ・みやぞんの明日すぐに友達になりたいアスリート アス友（中京テレビ）
- クイズ!できる?できない?（日本テレビ）

## 舞台
- 笑いの巣 PRESENTS ライブ!!君の席（オークラと共作）
- 1998年
  - 8月「曲がり角のところで・・・」
  - 11月「世界を止めて」
  - 12月 「夕暮れ」
- 1999年
  - 3月「トランジスタラジオ」
  - 5月「この世がもしも終わり始めても」
  - 7月「TOO MUCH PAIN」
  - 8月「世界を止めて99」
- 2002年
  - 4月「天空轟く口三味線」
- 2003年
  - 6月「台風16号」
- 2004年
  - 1月「天狗ストリート」
  - 4月「終末ビューティー」
- 2007年
  - 10月「タイムリミット」
- 2008年
  - 7月「チートマンズ～アニバーサリーにキスして～」
- 2009年
  - 3月「ヤンキー　イン・ザ・スカイ!!」
  - 10月「Wedding Dancing Happening ～踊れないヤツが犯人だ!～」（東京プリンスホテル）演出：南原清隆

## 連載
- 『ゲーテ』（GOETHE）書評
- ゲーテWEB　週刊コラム
- 月刊 広島アスリートマガジン「変態野球論」（株式会社サンフィールド）

## 著書
- 変愛野球論～9年間タダで書き続けたあるTV作家のCARPコラム～（2012年3月23日、株式会社サンフィールド、ISBN 978-4990233655）
- 小説 鯉のはなシアター（2017年4月28日、ザメディアジョン、ISBN 978-4862504913）
- 三人（2020年12月20日、文藝春秋、ISBN 	978-4163913070）

寄稿
- 別冊カドカワ 総力特集 広島東洋カープ 2014（2014年4月2日、KADOKAWA/角川マガジンズ、ISBN 978-4047313323）